# 知的所有権センター
知的所有権センター（ちてきしょゆうけんセンター）は、特許庁長官が認定し、各都道府県に設置される産業財産権に関する地域企業支援の中核機関である。

## 概要
知的所有権センターでは、特許流通アドバイザーや特許情報活用支援アドバイザーが配置され、特許流通や特許情報の活用について、中小企業をはじめとする地域の企業に対する支援事業を行っている。

## 知的所有権センター一覧
| 都道府県 | センター名                       | 運営機関名                                                                                   |
| -------- | -------------------------------- | -------------------------------------------------------------------------------------------- |
| 北海道   | 北海道知的所有権センター         | （社）発明協会北海道支部                                                                     |
| 青森県   | 青森県知的所有権センター         | （社）発明協会青森県支部                                                                     |
| 岩手県   | 岩手県知的所有権センター         | 地方独立行政法人岩手県工業技術センター （社）発明協会岩手県支部 （財）いわて産業振興センター |
| 宮城県   | 宮城県知的所有権センター         | 宮城県産業技術総合センター （社）発明協会宮城県支部                                          |
| 秋田県   | 秋田県知的所有権センター         | （財）あきた企業活性化センター                                                               |
| 山形県   | 山形県知的所有権センター         | （財）山形県産業技術振興機構 （社）発明協会山形県支部                                        |
| 山形県   | 山形県知的所有権センター支部     | （財）山形県産業技術振興機構有機エレクトロニクス研究所                                       |
| 福島県   | 福島県知的所有権センター         | （社）発明協会福島県支部                                                                     |
| 茨城県   | 茨城県知的所有権センター         | （財）茨城県中小企業振興公社                                                                 |
| 栃木県   | 栃木県知的所有権センター         | （財）栃木県産業振興センター                                                                 |
| 群馬県   | 群馬県知的所有権センター         | 群馬県立群馬産業技術センター                                                                 |
| 埼玉県   | 埼玉県知的所有権センター         | （社）発明協会埼玉県支部 （財）埼玉県中小企業振興公社 （知的財産総合支援センター埼玉）       |
| 千葉県   | 千葉県知的所有権センター         | （社）発明協会千葉県支部                                                                     |
| 東京都   | 東京都知的所有権センター         | （財）東京都中小企業振興公社 （東京都知的財産総合センター）                                  |
| 東京都   | 東京都知的所有権センター支部     | （財）東京都中小企業振興公社 （城東地域中小企業振興センター）                                |
| 東京都   | 東京都知的所有権センター支部     | （財）東京都中小企業振興公社 （城南地域中小企業振興センター）                                |
| 東京都   | 東京都知的所有権センター支部     | （財）東京都中小企業振興公社 （多摩中小企業振興センター）                                    |
| 神奈川県 | 神奈川県知的所有権センター       | 神奈川県産業技術センター                                                                     |
| 神奈川県 | 神奈川県知的所有権センター支部   | （社）発明協会神奈川県支部                                                                   |
| 神奈川県 | 神奈川県知的所有権センター支部   | （財）神奈川科学技術アカデミー                                                               |
| 神奈川県 | 神奈川県知的所有権センター支部   | 神奈川県立川崎図書館                                                                         |
| 新潟県   | 新潟県知的所有権センター         | （社）発明協会新潟県支部                                                                     |
| 山梨県   | 山梨県知的所有権センター         | 山梨県総合理工学研究機構                                                                     |
| 長野県   | 長野県知的所有権センター         | （社）発明協会長野県支部                                                                     |
| 静岡県   | 静岡県知的所有権センター         | （社）発明協会静岡県支部                                                                     |
| 静岡県   | 静岡県浜松地域知的所有権センター | はままつ産業創造センター浜松市産業情報室                                                     |
| 静岡県   | 静岡県東部知的所有権センター     | ぬまづ産業振興プラザ                                                                         |
| 富山県   | 富山県知的所有権センター         | 富山県工業技術センター                                                                       |
| 石川県   | 石川県知的所有権センター         | （財）石川県産業創出支援機構 （社）発明協会石川県支部                                        |
| 岐阜県   | 岐阜県知的所有権センター         | （社）岐阜県発明協会                                                                         |
| 愛知県   | 愛知県知的所有権センター         | あいち産業科学技術総合センター                                                               |
| 三重県   | 三重県知的所有権センター         | 三重県工業研究所                                                                             |
| 福井県   | 福井県知的所有権センター         | （社）発明協会福井県支部                                                                     |
| 滋賀県   | 滋賀県知的所有権センター         | （社）発明協会滋賀県支部                                                                     |
| 京都府   | 京都府知的所有権センター         | （社）発明協会京都支部                                                                       |
| 大阪府   | 大阪府知的所有権センター         | 大阪府立特許情報センター                                                                     |
| 兵庫県   | 兵庫県知的所有権センター         | （社）発明協会兵庫県支部 （財）新産業創造研究機構                                            |
| 奈良県   | 奈良県知的所有権センター         | （社）発明協会奈良県支部                                                                     |
| 和歌山県 | 和歌山県知的所有権センター       | （社）発明協会和歌山県支部                                                                   |
| 鳥取県   | 鳥取県知的所有権センター         | （社）発明協会鳥取県支部 （財）鳥取県産業振興機構                                            |
| 島根県   | 島根県知的所有権センター         | （財）しまね産業振興財団                                                                     |
| 岡山県   | 岡山県知的所有権センター         | （社）発明協会岡山県支部                                                                     |
| 広島県   | 広島県知的所有権センター         | （社）発明協会広島県支部                                                                     |
| 広島県   | 広島県知的所有権センター支部     | （社）発明協会広島県支部備後支会                                                             |
| 山口県   | 山口県知的所有権センター         | （財）やまぐち産業振興財団                                                                   |
| 徳島県   | 徳島県知的所有権センター         | （社）発明協会徳島県支部 徳島県立工業技術センター                                            |
| 香川県   | 香川県知的所有権センター         | （社）発明協会香川県支部                                                                     |
| 愛媛県   | 愛媛県知的所有権センター         | （社）発明協会愛媛県支部                                                                     |
| 高知県   | 高知県知的所有権センター         | （社）発明協会高知県支部 （財）高知県産業振興センター                                        |
| 福岡県   | 福県知的所有権センター           | （財）福岡県中小企業振興センター                                                             |
| 福岡県   | 福岡県知的所有権センター支部     | （財）北九州産業学術推進機構                                                                 |
| 福岡県   | 福岡県知的所有権センター支部     | （株）久留米ビジネスプラザ                                                                   |
| 佐賀県   | 佐賀県知的所有権センター         | 佐賀県工業技術センター                                                                       |
| 長崎県   | 長崎県知的所有権センター         | （社）発明協会長崎県支部 （財）長崎県産業振興財団                                            |
| 熊本県   | 熊本県知的所有権センター         | （社）発明協会熊本県支部 熊本県産業技術センター                                              |
| 大分県   | 大分県知的所有権センター         | 大分県産業科学技術センター                                                                   |
| 宮崎県   | 宮崎県知的所有権センター         | （社）発明協会宮崎県支部                                                                     |
| 鹿児島県 | 鹿児島県知的所有権センター       | 鹿児島県工業技術センター （社）発明協会鹿児島県支部                                          |
| 沖縄県   | 沖縄県知的所有権センター         | （社）発明協会沖縄県支部                                                                     |